# Wollaberg
Wollaberg je župa i hodočasničko mjesto u njemačkom okrugu Freyung-Grafenau u Bavarskoj. Nalazi se u sastavu općine Jandelsbrunn, blizu njemačko-austrijsko-češke tromeđe.

## Vanjske poveznice
- Službena stranica (njem.)